# 제물포도서관
숭의 누리 도서관은 인천광역시 미추홀구에 있는 미추홀구 구립 도서관이다.

## 연혁
- 2025년 7월 1일 개관.